# Zisterzienserinnenkloster Genezareth
Das Zisterzienserinnenkloster Genezareth (auch: Nazareth, Gernawerd, Gennaerd oder Gennaard) war von 1191 bis 1580 ein Kloster der Zisterzienserinnen in Hallum, Gemeinde Noardeast-Fryslân, Provinz Friesland in den Niederlanden.

## Geschichte
Das Zisterzienserinnenpriorat Genezareth wurde 1191 drei Kilometer südöstlich Hallum gestiftet und der Aufsicht des benachbarten Klosters Klaarkamp unterstellt. 1580 kam es im Zuge der Entstehung der protestantischen  Republik der Sieben Vereinigten Provinzen zur Auflösung des Klosters und zum Abbau der Gebäude. Heute erinnert in Hallum noch die Gemarkung „Genezareth Kloosterpolder“ und die (1850 errichtete) „Genezareth Kloosterpolder-Windmühle“ an das einstige Kloster.